# Антанас Снечкус
Антанас Снечкус (лит. Antanas Sniečkus; псевдонім — Матас, 25 грудня 1902 (7 січня 1903), д. Бубляляй Ковенської губернії, нині Шакяйський район, Литва — 22 січня 1974, Друскінінкай, Литовська РСР) — литовський комуністичний діяч, перший секретар Комуністичної партії Литви в 1940—1974, Герой Соціалістичної Праці (1973). Кандидат у члени ЦК ВКП(б) у 1941—1952 роках. Член ЦК КПРС у 1952—1974 роках. Депутат Верховної ради СРСР 1—8-го скликань.

## Життєпис
Народився в заможній селянській родині. Батько — Юозас Снечкус.
Освіту здобув у Воронезькій гімназії. У 1917 році повернувся до Литви.
З 1919 працював на телеграфі техніком.
У 1920 вступив до РКП(б). У 1920—1921 очолював Алитусский підпільний комітет КП Литви (КПЛ).
У 1921 за антидержавну діяльність був заарештований, але через нестачу доказів через кілька місяців відпущений на свободу.
За рекомендацією ЦК КПЛ влітку 1921 був нелегально відправлений до СРСР.
У 1921—1925 працював у видавництві ЦК КПЛ в Смоленську, в 1925—1926 і 1933—1936 в представництві КПЛ при Виконкомі Комінтерну (ІККИ).
Після державного перевороту в Литві (грудень 1926) був спрямований на підпільну роботу в Литву для зміцнення постраждалого від репресій ядра Литовської компартії, обраний секретарем КПЛ. Після нелегального переходу кордону, 6 січня 1927 був кооптований в члени ЦК КПЛ. Відповідав за агітаційно-пропагандистську і організаційну роботу.
У 1930 був заарештований і засуджений до 15 років ув'язнення.
У 1933 після обміну політв'язнями між Литвою і СРСР прибув до Москви.
У 1935 закінчив Міжнародну ленінську школу.
У 1936—1939 перший секретар ЦК Комуністичної партії Литви на нелегальному становищі в Каунасі.
У 1939 заарештований за антиурядову діяльність, засуджений до 8 років тюремного ув'язнення.
Після окупації радянськими військами Литви в червні 1940 звільнений і 19 червня 1940-го призначений директором Департаменту державної безпеки.
15 серпня 1940-го обраний першим секретарем ЦК Комуністичної партії Литви (до 1974). Під його керівництвом протягом 1940—1941 були проведені масові арешти «буржуазних» фахівців, націоналістів та інших осіб, яких нова влада влада вважала своїми ворогами.
Снечкус був ініціатором перших масових висилок литовців 14-19 червня 1941 року. Він вислав навіть рідного брата із сім'єю в Сибір, де той і помер.
Під час німецько-радянської війни 1941—1945 очолював республіканський штаб партизанського руху.
Снечкус знову організував масові депортації литовців після війни. У 1948 році почав так звану колективізацію сільського господарства. Більшість селян було «колективізовано» до 1952 року.
З другої половини 1950-х років почав відстоювати інтереси республіки в кадровій політиці, забезпеченні населення продуктами харчування, розвитку сільського господарства, турботі про національну культуру.
Кандидат у члени ЦК КПРС з 1941 року, член ЦК КПРС з 1952 року. Депутат Верховної Ради СРСР з 1 по 8 скликань (з 1941 року).